# Liviu Nicolae
Liviu Nicolae este un fost fotbalist român și actual antrenor.  